# Központi bank
A központi bank, más néven jegybank (vagy az ún. monetáris hatóság a többi kapcsolódó állami pénzügyi szervezettel együtt) egy adott ország vagy országcsoport monetáris politikájáért felelős intézmény. Legfontosabb feladata általában a fizetőeszköz értékének megőrzése; ez a mai modern jegybankok esetében leggyakrabban az infláció alacsony szinten tartását, az árak stabilitásának biztosítását jelenti. A makroszintű, vagyis a gazdaság, illetve a pénzügyi rendszer egészére vonatkozó döntéseket hozza meg, a kapcsolódó pénzügyi szervezetekkel együtt (például Pénzügyminisztérium), melyet központi monetáris hatóságnak nevezünk. Emellett a jegybankok gyakran a pénzügyi rendszer stabilitásának fenntartásában is szerepet vállalnak, működtetik a fizetési rendszert, valamint krízishelyzetekben végső hitelezőként szolgálhatnak a bajbajutott bankok számára. Folyamatos felügyeletet lát el a kereskedelmi bankok felett, figyelemmel kíséri az aktív bankügyleteket és a passzív bankügyleteket. A legtöbb központi bank állami tulajdonban van, ugyanakkor a modern jegybankok esetében intézményi garanciák biztosítják a monetáris döntéshozatal függetlenségét a politikától.
A központi bankok fontos korszerű eszköze az előretekintő iránymutatás (forward guidance), a hivatalos kommunikáció, amikor saját elemzéseik és előrejelzéseik révén befolyásolni kívánják a piaci folyamatokat, különösen a kamatlábak alakulását. 

## Vezetői
A jegybankok élén általában elnök, vagy kormányzó áll. Az elnököt munkájában az alelnökök segítik. 
Magyarország központi bankja a Magyar Nemzeti Bank (MNB). Az MNB elnökét és alelnökeit a köztársasági elnök nevezi ki és menti fel. 
Kormányzó áll pl. az Amerikai Egyesült Államokban a Federal Reserve System (FED)  élén.
A központi bankok vezetőit a sajtónyelv gyakran  jegybankár szóval említi.  (Ez a szó a jegybank és a bankár szavak összevonásából származik.)  

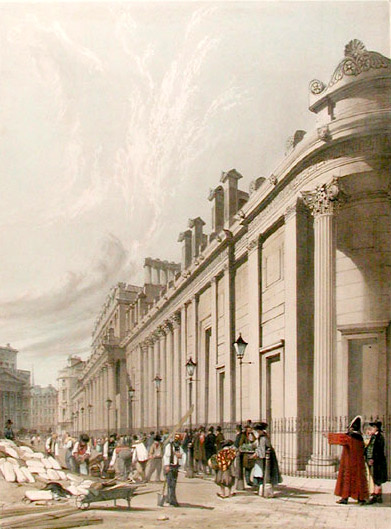
A brit jegybank, a Bank of England épülete (Thomas Shotter Boys metszete, 1842)

## Tevékenységei, feladatai
A jegybankok általában az alábbi tevékenységeket végzik:
- A fizetőeszköz értékállóságának megőrzése, az inflációs célkövetés;
- Bankjegy- és érmekibocsátás, azaz pénzemisszió: az adott ország egészére érvényes hatókörrel bíró ún. jegybankpénzt bocsát ki, emellett a monetáris politika eszközeivel folyamatosan hatást gyakorol a gazdaság egészének pénzmennyiségére és a pénzügyi folyamatokra.
- A fizetési rendszerek működtetése;
- Banki szolgáltatások nyújtása az államháztartás számára: a központi költségvetésen keresztül az államháztartással finanszírozási kapcsolatot tart fenn. A költségvetés a pénzigényét, azonban piaci módon kell, hogy megoldja.
- Hitelnyújtás a kereskedelmi bankok számára (a bankok bankja): a jegybank vezeti a pénzintézeti számlákat, és számukra likviditási szolgáltatást nyújt, vagyis ha a kereskedelmi bank azonnal esedékes kötelezettségei meghaladják a rövid lejáratú forrásokat, akkor átmenetileg jegybanki forráshoz juthat. A jegybank csak jó fedezet mellett ad hitelt és minden jó biztosítékot elfogad. Viszonylag magas kamatot számol fel, hogy ösztönözze a kereskedelmi bankokat a likviditásuk megfelelő alakítására. A működési elveit nyilvánosságra hozza a gazdasági szereplők számára.
- A devizatartalékok kezelése: végrehajtja az esetleges devizapiaci intervenciós kötelezettségeit és menedzseli az arany és devizatartalékokat. A devizatartalék általában könnyen pénzzé tehető, biztonságos értékpapír formájában áll rendelkezésre.
- A pénzügyi rendszer stabilitása feletti őrködés: döntéseket hoz az árfolyam politikával kapcsolatban.
- A pénzügyi intézmények szabályozása, felügyelete.

Nem mindegyik központi bank végzi a felsorolt feladatok mindegyikét.